# Сенаторы от департамента Морбиан
В соответствии с законодательством Франции избрание сенаторов осуществляется коллегией выборщиков, в которую входят депутаты Национального собрания, члены регионального совета и совета департамента, а также делегаты от муниципальных советов. Количество мест определяется численностью населения. Департаменту Морбиан в Сенате выделено 3 места. В случае, если от департамента избирается 3 и более сенаторов, выбор осуществляется среди списков кандидатов по пропорциональной системе с использованием метода Хэйра. Список кандидатов должен включать на 2 имени кандидата больше, чем число мандатов, и в составе списка должны чередоваться мужчины и женщины.

## Результаты выборов 2023 года
В выборах сенаторов 2023 года участвовали 7 списков кандидатов и 1 914 выборщиков.
|  | Лидер списка          | Политическая направленность           | Получено голосов | %     | Кол-во мест | +/- (к 2016 г.) |
|  | --------------------- | ------------------------------------- | ---------------- | ----- | ----------- | --------------- |
|  | Мюриель Журда         | Республиканцы                         | 589              | 31,23 | 1           | 0               |
|  | Ив Блёнвен            | Разные правые                         | 485              | 25,72 | 1           | +1              |
|  | Симон Юзена           | Социалистическая партия, Разные левые | 360              | 19,09 | 1           | 0               |
|  | Тереза Тьери          | Разные левые, Европа Экология Зелёные | 296              | 15,69 |             |                 |
|  | Флоран де Керсосон    | Национальное объединение              | 98               | 5,20  |             |                 |
|  | Мари-Мадлен Доре-Люка | Непокорённая Франция                  | 46               | 2,44  |             |                 |
|  | Валери Шарлери        | Разные правые                         | 12               | 0,64  |             |                 |

## Результаты выборов 2017 года
В выборах сенаторов 2017 года участвовали 11 списков кандидатов и 1 856 выборщиков.
|  | Лидер списка      | Политическая направленность   | Получено голосов | %     | Кол-во мест | +/- (к 2008 г.) |
|  | ----------------- | ----------------------------- | ---------------- | ----- | ----------- | --------------- |
|  | Жоэль Лаббе       | Разные левые                  | 460              | 25,10 | 1           | -2              |
|  | Мюриель Журда     | Республиканцы                 | 323              | 17,62 | 1           | +1              |
|  | Жак Ле Не         | Союз демократов и независимых | 293              | 15,98 | 1           | +1              |
|  | Филипп Ле Ре      | Разные правые                 | 271              | 14,78 |             |                 |
|  | Натали Ле Магерес | Разные левые                  | 191              | 10,42 |             |                 |
|  | Ив Жос            | Вперёд, Республика!           | 123              | 5,49  |             |                 |
|  | Кристиан Дерьен   | Разные левые                  | 49               | 2,67  |             |                 |
|  | Фредерик Ле Гар   | Разные левые                  | 32               | 1,75  |             |                 |
|  | Готье Котон       | Независимые                   | 26               | 1,42  |             |                 |
|  | Бертран Ирань     | Национальный фронт            | 26               | 1,42  |             |                 |
|  | Бернар Юэ         | Разные правые                 | 6                | 0,33  |             |                 |

## Сенаторы (2023-2029)
- Мюриель Журда (Республиканцы), член Совета департамента Морбиан, бывший мэр коммуны Пор-Луи
- Ив Блёнвен[фр.] (Разные правые), бывший член Регионального совета Бретани, бывший мэр коммуны Гран-Шан
- Симон Юзена[фр.] (Социалистическая партия), член Регионального совета Бретани

## Сенаторы (2017-2023)
- Жоэль Лаббе (Европа Экология Зелёные), бывший мэр коммуны Сен-Нольф
- Мюриель Журда (Республиканцы), вице-президент Совета департамента Морбиан, бывший мэр коммуны Пор-Луи
- Жак Ле Не (Союз демократов и независимых), бывший депутат Национального собрания Франции, бывший мэр коммуны Плуэ

## Сенаторы (2011-2017)
- Жоэль Лаббе (Европа Экология Зелёные), мэр коммуны Сен-Нольф
- Одетт Эрвьо (Социалистическая партия), бывший вице-президент Регионального совета Бретани
- Мишель Ле Скуарнек (Коммунистическая партия), мэр города Оре